# Чемпионат Африки по волейболу среди женщин 2019
19-й чемпионат Африки по волейболу среди женщин прошёл с 9 по 14 июля 2019 года в Каире (Египет) с участием 7 национальных сборных команд. Чемпионский титул во 2-й раз в своей истории и во 2-й подряд выиграла сборная Камеруна.

## Команды-участницы
Алжир, Ботсвана, Египет, Камерун, Кения, Марокко, Сенегал. 
От участия отказались Нигерия, Сейшельские Острова, Тунис.

## Система проведения чемпионата
7 команд-участниц на предварительном этапе разбиты на две группы. Первичным критерием при распределении мест в группах являлось общее число побед, затем количество набранных очков, соотношение партий, соотношение игровых очков, результаты личных встреч. За победы со счётом 3:0 и 3:1 команды получали по 3 очка, за победы 3:2 — по 2 очка, за поражение 2:3 — по 1 очку, за поражения 1:3 и 0:3 очки не начислялись. По две лучшие команды из групп вышли в полуфинал плей-офф и по системе с выбыванием определили призёров первенства. Итоговые 5—7-е места по подобной системе разыграли команды, занявшие в группах 3—4-е места.

## Предварительный этап

### Группа А
| М | Команда | 1   | 2   | 3   | И | В | П | С/П | О |
| - | ------- | --- | --- | --- | - | - | - | --- | - |
| 1 | Египет  |     | 3:0 | 3:2 | 2 | 2 | 0 | 6:2 | 5 |
| 2 | Сенегал | 0:3 |     | 3:0 | 2 | 1 | 1 | 3:3 | 3 |
| 3 | Марокко | 2:3 | 0:3 |     | 2 | 0 | 2 | 2:6 | 1 |

9 июля: Египет — Сенегал 3:0 (25:15, 25:21, 25:19).
10 июля: Египет — Марокко 3:2 (25:16, 21:25, 25:13, 19:25, 15:9).
11 июля: Сенегал — Марокко 3:0 (27:25, 25:11, 25:17).

### Группа В
| М | Команда  | 1   | 2   | 3   | 4   | И | В | П | С/П | О |
| - | -------- | --- | --- | --- | --- | - | - | - | --- | - |
| 1 | Кения    |     | 3:2 | 3:0 | 3:0 | 3 | 3 | 0 | 9:2 | 8 |
| 2 | Камерун  | 2:3 |     | 3:0 | 3:0 | 3 | 2 | 1 | 8:3 | 7 |
| 3 | Алжир    | 0:3 | 0:3 |     | 3:1 | 3 | 1 | 2 | 3:7 | 3 |
| 4 | Ботсвана | 0:3 | 0:3 | 1:3 |     | 3 | 0 | 3 | 1:9 | 0 |

9 июля: Камерун — Ботсвана 3:0 (25:12, 25:17, 25:10); Кения — Алжир 3:0 (25:19, 25:21, 25:21).
10 июля: Кения — Ботсвана 3:0 (25:16, 25:18, 25:11); Камерун — Алжир 3:0 (25:21, 25:5, 26:24).
11 июля: Алжир — Ботсвана 3:1 (25:15, 20:25, 25:18, 25:19); Кения — Камерун 3:2 (18:25, 16:25, 27:25, 30:28, 15:11).

## Плей-офф за 5—7 места

### Полуфинал
13 июля
Марокко — Ботсвана 3:2 (23:25, 25:23, 25:16, 24:26, 16:14).

### Матч за 5-е место
14 июля
Алжир — Марокко 3:0 (25:23, 25:14, 25:20).

## Плей-офф за 1—4 места

### Полуфинал
13 июля
Камерун — Египет 3:0 (25:23, 25:21, 25:18).
Кения — Сенегал 3:0 (25:13, 25:13, 25:20).

### Матч за 3-е место
14 июля
Сенегал — Египет 3:1 (25:17, 25:17, 14:25, 28:26).

### Финал
14 июля
Камерун — Кения 3:2 (25:17, 25:27, 25:23, 23:25, 16:14).

## Итоги

### Положение команд
| Камерун     |
| Кения       |
| Сенегал     |
| 4. Египет   |
| 5. Алжир    |
| 6. Марокко  |
| 7. Ботсвана |

### Призёры
Камерун: Стефани Фотсо Могунг, Кристель Нана Чуджанг, Раиса Насер, Летиция Мома Басоко, Анриэтт Кулла, Онорин Джакао Гамкуа, Симон Бертрад Бикаталь, Фавзия Абдулкарим, Йоланд Амана Гиголо, Эмельда Пиата Зеси, Эстель Адиана Одиль, Одетт Ахиринди Менкрео, Рут Мари Бибинбе, Шерилин Башорун. Тренер — Жан-Рене Аконо. 
  Кения: Джейн Вайриму Ваку, Вайолет Макуто, Леонида Касая, Шарон Кипроно, Джанет Ванджа, Триза Атука, Элизабет Нафула, Ноэль Мурамби, Глэдис Экару, Мерси Сукуку (Мойм), Брэксайдс Агала, Агрипина Кхаеси, Эммакулате Чемтаи, Эдит Макувулани. Тренер — Шэлен Рэмду.
  Сенегал: Мбаянг Сек, Бинету Сиссе, Бинету Сов, Бинета Ндиайе, Фату Сарр, Сигаль Тине, Хади Бойе, Роффе Дезире Сисс, Хадидиату Донде, Айта Гайе, Ндиайе Туре, Марьем Диань, Тути Диох, Асиату Ндойе. Тренер — Амаду Сане.